# Federația Kenyană de Fotbal
Federația Kenyană de Fotbal este forul ce guvernează fotbalul în Kenya. Se ocupă de organizarea echipei naționale și a campionatului. A fost suspendată pe 25 noiembrie 2006 pentru nerespectarea regulamentelor FIFA. Este condusă de doi președinți: unul recunoscut de FIFA, Mohammed Hatimy și Sam Nyamweya din partea guvernului Kenyei.

## Președinți
- Kenneth Matiba 1974-1978
- Clement Gachanja
- Job Omino
- Peter Kenneth 1996-2000
- Maina Kariuki 2000-2004
- Alfred Sambu 2004-2007
- Mohammed Hatimy 2007-